# Астраханска митрополија
Астраханска митрополија (рус. Астраханская митрополия) митрополија је Руске православне цркве.
Образована је одлуком Светог синода од 12. марта 2013, а налази се у оквиру граница Астраханске области. У њеном саставу се налазе двије епархије: Астраханска и Ахтубинска.